# Ripatransone
Ripatransone is een gemeente in de Italiaanse provincie Ascoli Piceno (regio Marche) en telt 4335 inwoners (31-12-2004). De oppervlakte bedraagt 74,2 km², de bevolkingsdichtheid is 58 inwoners per km².
De volgende frazioni maken deel uit van de gemeente: Petrella, San Savino, Val Tesino, Trivio.

## Geschiedenis
In 1571 schonk paus Pius V stadsrechten aan Ripatransone, dat behoorde tot de Pauselijke Staat. In de pauselijke bul Illius fulciti presidio bepaalde Pius V eveneens de oprichting van het bisdom Ripatransone. De eerste bisschop van Ripatransone was Lucio Sassi.

## Demografie
Ripatransone telt ongeveer 1560 huishoudens. Het aantal inwoners steeg in de periode 1991-2001 met ..% volgens cijfers uit de tienjaarlijkse volkstellingen van ISTAT.
| Jaar | Inwoneraantal |
| ---- | ------------- |
| 1991 | 4358          |
| 2001 | 4356          |

## Geografie
De gemeente ligt op ongeveer 494 m boven zeeniveau.
Ripatransone grenst aan de volgende gemeenten: Acquaviva Picena, Carassai, Cossignano, Cupra Marittima, Grottammare, Massignano, Montefiore dell'Aso, Offida.
Acquasanta Terme · Acquaviva Picena · Appignano del Tronto · Arquata del Tronto · Ascoli Piceno · Carassai · Castel di Lama · Castignano · Castorano · Colli del Tronto · Comunanza · Cossignano · Cupra Marittima · Folignano · Force · Grottammare · Maltignano · Massignano · Monsampolo del Tronto · Montalto delle Marche · Montedinove · Montefiore dell'Aso · Montegallo · Montemonaco · Monteprandone · Offida · Palmiano · Ripatransone · Roccafluvione · Rotella · San Benedetto del Tronto · Spinetoli · Venarotta